# Мененгаи
Мененгаи (маа: Место трупов) — второй по величине вулканический кратер на Земле.
Кратер Мененгаи находится в Кении, близ города Накуру. Высота его — 2278 метров. Собственно говоря, в случае Мененгаи речь идёт о кальдере «спящего» вулкана. Диаметр кратера — 12 километров. На его кромку можно подняться пешим путём. Далее стены кратера отвесно обрываются приблизительно на глубину в 500 метров, где на дне вулкана находится природный заповедник.